# Elliston, Montana
Elliston är en ort i Powell County i delstaten Montana, USA.